# Lapin nain de couleur
 (juin 2008).
Si vous disposez d'ouvrages ou d'articles de référence ou si vous connaissez des sites web de qualité traitant du thème abordé ici, merci de compléter l'article en donnant les références utiles à sa vérifiabilité et en les liant à la section « Notes et références ».

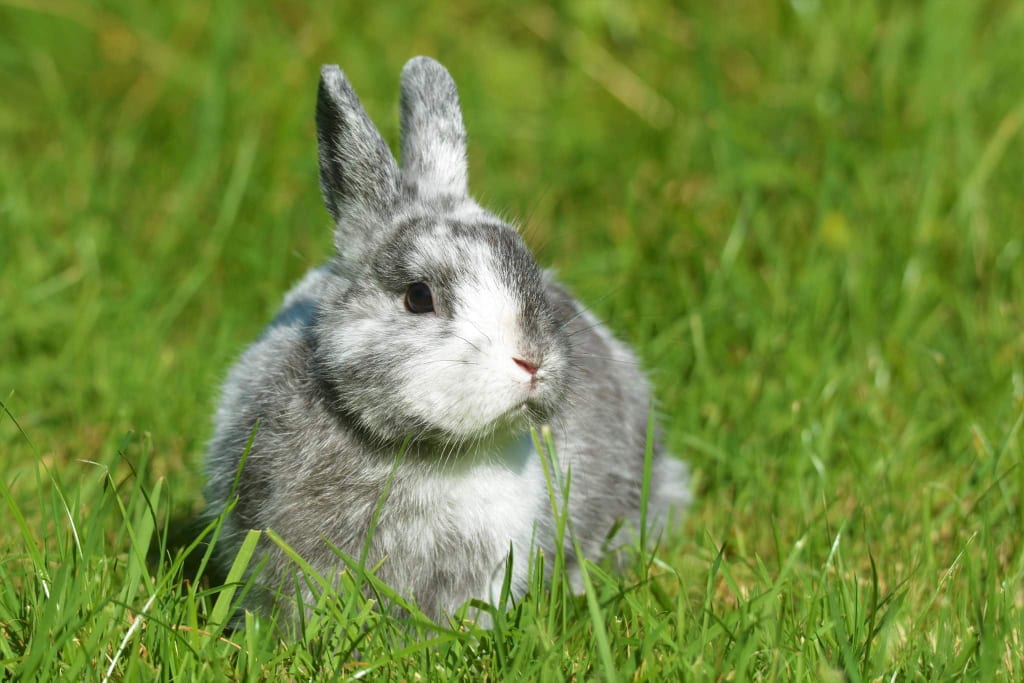
Nain de couleur de robe rhoen.

Le lapin nain de couleur est l'une des races naines du lapin domestique les plus répandues, cette race possède un standard et peut être présentée en exposition, elle est donc à distinguer des nains communs que l'on retrouve principalement en animalerie. Génétiquement issus du lapin polonais, appelé aussi hermine, les lapins nains de cette race n'ont jamais vraiment été élevés pour leur chair.

## Caractéristiques
De la couleur lièvre à la couleur chamois, les robes des lapins nains de couleur possèdent des colorations très différentes. La morphologie est marquée par une tête arrondie et un petit corps trapu. 
La longueur des oreilles ne doit pas dépasser 6 centimètres pour rentrer dans le standard, moins de 5,5 cm étant idéal. 
D'après les standards français, le nain de couleur peut peser entre 1 kg et 1,25 kg.
Un lapin nain en bonne santé et vivant dans de bonnes conditions sociales peut atteindre l'âge de huit ans voire plus.

## Élevage et biologie

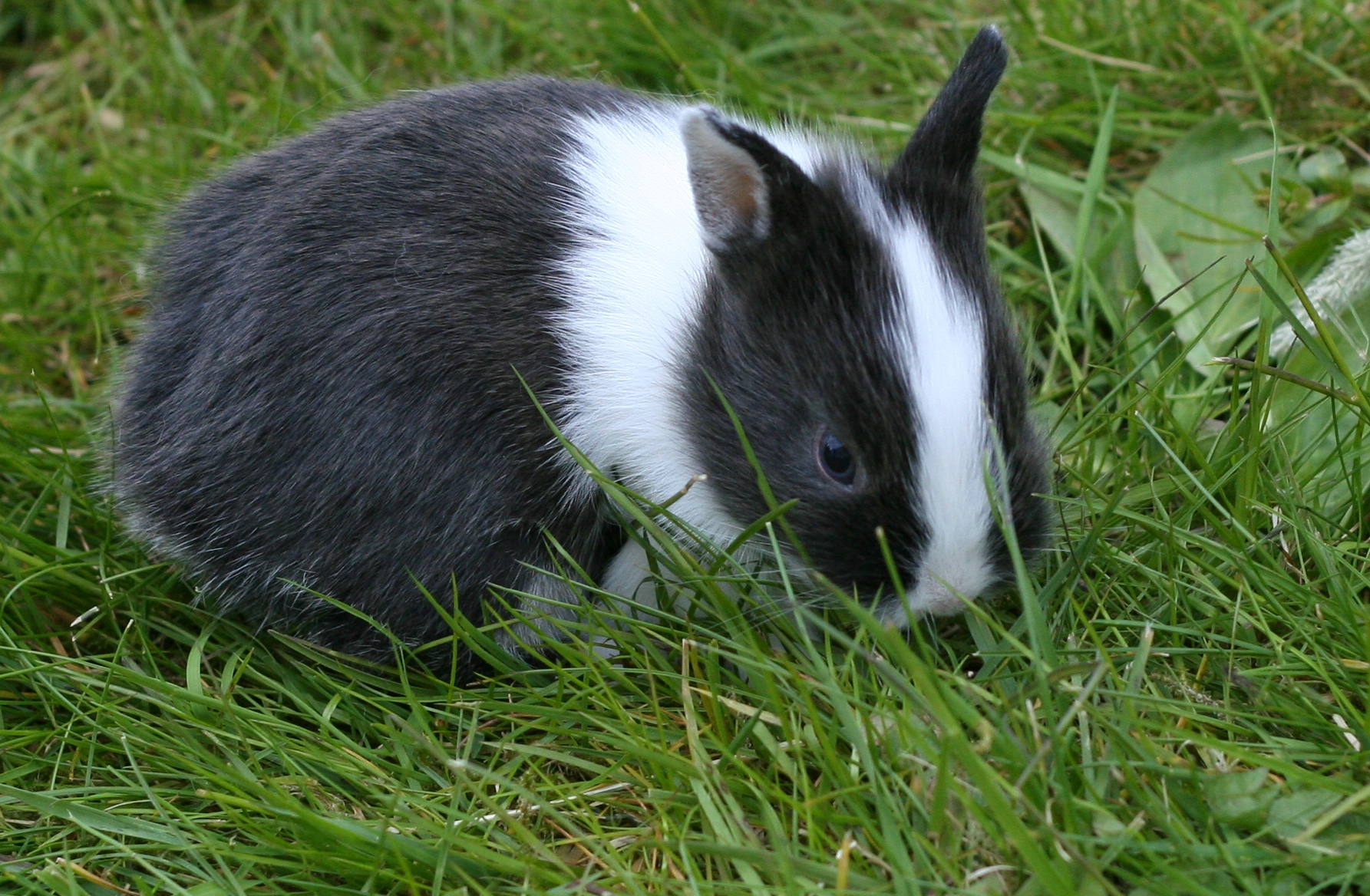
Lapereau nain de couleur noir et blanc, variété hollandais.